# Drag Race México
Drag Race México est une émission de téléréalité mexicaine basée sur la série télévisée américaine RuPaul's Drag Race.
L'émission, présentée par Lolita Banana et Valentina, est un concours de drag queens au cours de laquelle est sélectionnée la « prochaine grande reine du drag mexicain ». Chaque semaine, les candidates sont soumises à différents défis et sont évaluées par un groupe de juges dont font partie des personnalités qui critiquent la progression des participantes et leurs performances.
Le lancement de la série est annoncé le 8 août 2022 par World of Wonder.

## Format

### Mini défi
Le mini défi consiste souvent en une tâche ordonnée aux candidates au début d'un épisode avec des prérequis et des limitations de temps. La ou les gagnante(s) du mini défi sont parfois récompensées par un cadeau ou un avantage lors du maxi défi. Certains épisodes ne présentent pas de mini défi.

### Maxi défi
Il peut s'agir d'un défi individuel ou d'un défi de groupe. Les thèmes des maxi défis sont très variés, mais sont souvent similaires de saison en saison : les candidates ont souvent pour défi de confectionner une ou plusieurs tenues selon un thème précis, parfois en utilisant des matériaux non conventionnels. D'autres défis se concentrent sur la capacité des candidates à se présenter face à une caméra, à se représenter sur de la musique ou humoristiques.

### Défilé
Après le maxi défi, les candidates défilent sur le podium principal de Drag Race México. Le défilé est composé de la tenue confectionnée par les candidates pour le défi ou d'une tenue au thème assigné aux candidates avant l'émission et annoncé au début de la semaine : cette tenue est généralement amenée au préalable par les candidates et n'est pas préparée dans l'atelier. Le défilé fait généralement partie du jugement final des candidates.

### Lip-syncs
Lors de chaque épisode, les candidates en danger d'élimination doivent faire un playback sur une chanson annoncée au préalable afin d'impressionner les juges. Après la performance, la gagnante du lip-sync, qui reste dans la compétition, est annoncée, tandis que la candidate perdante est éliminée de la compétition.

## Juges deDrag Race México
Après le défi et le défilé de la semaine, les candidates font face à un panel de jurés afin d'entendre les critiques de leur performance. Le jugement se compose de deux parties ; une première partie avec les meilleures et pires candidates de la semaine sur le podium et une deuxième partie de délibérations entre les juges en l'absence des candidates.
| Juge          | Saison     | Saison     |
| Juge          | 1          | 2          |
| ------------- | ---------- | ---------- |
| Lolita Banana | Principale | Principale |
| Óscar Madrazo | Principal  | Principal  |
| Taiga Brava   |            | Principale |
| Valentina     | Principale |            |

### Juges invités
Des personnalités sont souvent invitées dans le panel des jurés. Leur présence peut avoir un rapport avec le thème du défi de la semaine ou avec la chanson prévue pour le lip-sync de l'épisode.
Saison 1
- Christian Chávez, chanteur et acteur ;
- Rojstar, comédien ;
- Danna Paola, chanteuse et actrice ;
- Karime Pindter, personnalité télévisée ;
- Alejandra Bogue, présentatrice télévisée ;
- Mauricio Martínez, acteur et chanteur ;
- Alan Estrada, acteur et chanteur ;
- Mabel Cadena, actrice et chanteuse ;
- Manu NNa, influenceur ;
- Laura Carmine, actrice.

## Récompenses
Chaque saison, la gagnante de l'émission reçoit une sélection de récompenses.
Saisons 1 et 2
- Un an d'approvisionnement de maquillage chez Anastasia Beverly Hills ;
- 550 000 pesos.

## Résumé des saisons
| Saison | Date de première diffusion | Date de dernière diffusion | Gagnante          | Seconde(s)                    | Miss Sympathie | Récompenses                                                                            |
| ------ | -------------------------- | -------------------------- | ----------------- | ----------------------------- | -------------- | -------------------------------------------------------------------------------------- |
| 1      | 22 juin 2023               | 7 septembre 2023           | Christian Peralta | Gala Varo Matraka Regina Voce | Lady Kero      | - 500 000 pesos - Un an d'approvisionnement de maquillage chez Anastasia Beverly Hills |
| 2      | 20 juin 2024               | NC                         | NC                | NC                            | NC             | - 500 000 pesos - Un an d'approvisionnement de maquillage chez Anastasia Beverly Hills |

### Progression des candidates
|                    | Saison 1                      | Saison 2                                                                   |
| ------------------ | ----------------------------- | -------------------------------------------------------------------------- |
| Première diffusion | 22 juin 2023                  | 20 juin 2024                                                               |
| Épisodes           | 8                             | 9                                                                          |
|                    |                               |                                                                            |
| Gagnante           | Cristian Peralta              | NC                                                                         |
| Seconde(s)         | Gala Varo Matraka Regina Voce | Elektra Vandergeld Eva Blunt Horacio Potasio Jenary Bloom Leexa Fox Unique |
| 3e place           | Gala Varo Matraka Regina Voce | Elektra Vandergeld Eva Blunt Horacio Potasio Jenary Bloom Leexa Fox Unique |
| 4e place           | Gala Varo Matraka Regina Voce | Elektra Vandergeld Eva Blunt Horacio Potasio Jenary Bloom Leexa Fox Unique |
| 5e place           | Lady Kero                     | Elektra Vandergeld Eva Blunt Horacio Potasio Jenary Bloom Leexa Fox Unique |
| 6e place           | Margaret Y Ya                 | Elektra Vandergeld Eva Blunt Horacio Potasio Jenary Bloom Leexa Fox Unique |
| 7e place           | Argennis                      | Luna Lansman                                                               |
| 8e place           | Serena Morena                 | Suculenta                                                                  |
| 9e place           | Pixie Pixie                   | Ava Pocket                                                                 |
| 10e place          | Vermelha Noir                 | Garçonne                                                                   |
| 11e place          | Miss Vallarta                 | María Bonita                                                               |
| 12e place          |                               | Nina de la Fuente                                                          |
| 13e place          | Ignus Ars                     |                                                                            |

 La candidate a été élue Miss Sympathie.

### Saison 1(2023)
La première saison de Drag Race México est diffusée pour la première fois sur MTV et Paramount+ le 22 juin 2023,. Le casting est composé de onze candidates et est annoncé le 24 mai 2023.

### Saison 2(2024)
La deuxième saison de Drag Race México est diffusée pour la première fois sur WOW Presents Plus le 20 juin 2024. Le casting est composé de treize candidates et est annoncé le 23 mai 2024.